# Лифшиц, Евгений Михайлович
Евге́ний Миха́йлович Ли́фшиц (8 (21) февраля 1915, Харьков — 29 октября 1985, Москва) — советский физик, академик (1979, член-корреспондент АН СССР, 1966), область научных знаний — физика твёрдого тела, космология, теория гравитации. Лауреат Ленинской премии.

## Биография
Родился в Харькове. Брат — физик Илья Лифшиц. Братья Лифшицы родились и воспитывались в семье харьковского врача-онколога, профессора Михаила Лифшица, оппонентом докторской диссертации которого был академик И. П. Павлов. Ученик Л. Д. Ландау. Сдал «теорминимум» Ландау одним из первых.
По многим отзывам, являлся также другом Л. Д. Ландау, с которым он общался практически ежедневно. Существуют и другие мнения, в которых Е. М. Лифшицу дана негативная оценка как в общечеловеческом плане, так и в плане отношения к Л. Д. Ландау.
Е. М. Лифшиц — соавтор фундаментального курса по теоретической физике совместно с Л. Д. Ландау (Ленинская премия, 1962). При завершении работы над курсом теорфизики возникли проблемы, и Евгений Михайлович взвалил все тяготы, связанные с этим, на свои плечи. По воспоминаниям академика В. Л. Гинзбурга: «К 1962 г., когда Л. Д. Ландау не смог больше работать, оставались ненаписанными три (тома IV, IX и X) из десяти задуманных томов Курса, кроме того, необходимо было переиздать с исправлениями и дополнениями вышедшие ранее тома. Вероятно, многие думали, что Курс останется незавершённым. Но Е. М. Лифшиц решил иначе, 23 последних года жизни он посвятил в основном окончанию и переизданию Курса и с честью выполнил эту грандиозную задачу. К счастью, Е.М. нашёл в лице Льва Петровича Питаевского, ученика Ландау более молодого поколения, достойного соавтора. Вместе они написали тома IV, IX и X, подготовили к переизданию другие тома.»
Евгений Лифшиц совместно со Львом Ландау построил теорию доменов в ферромагнетиках и вывел уравнение движения магнитного момента (уравнение Ландау — Лифшица, 1935). В теории фазовых переходов установил критерий, позволивший дать полную классификацию возможных переходов II рода (критерий Лифшица, 1941). Разработал теорию молекулярных сил, действующих между конденсированными телами (1954). Построил теорию неустойчивостей в расширяющейся Вселенной (1946). Вместе с И. М. Халатниковым и В. А. Белинским нашёл общее космологическое решение уравнений Эйнштейна с особенностью во времени (1970—1972). Лауреат Сталинской премии второй степени (1953) за участие в расчётах по атомному проекту.
Многие годы посвятил «Журналу экспериментальной и теоретической физики» (ЖЭТФ) в качестве заместителя главного редактора (главный редактор — Пётр Леонидович Капица). Практически в течение 30 лет, до своей смерти, был основным редактором журнала. Был женат на Елене Константиновне Березовской (1937—1976) и Зинаиде Ивановне Горобец (1976—1985). Сын — Березовский Михаил Евгеньевич.

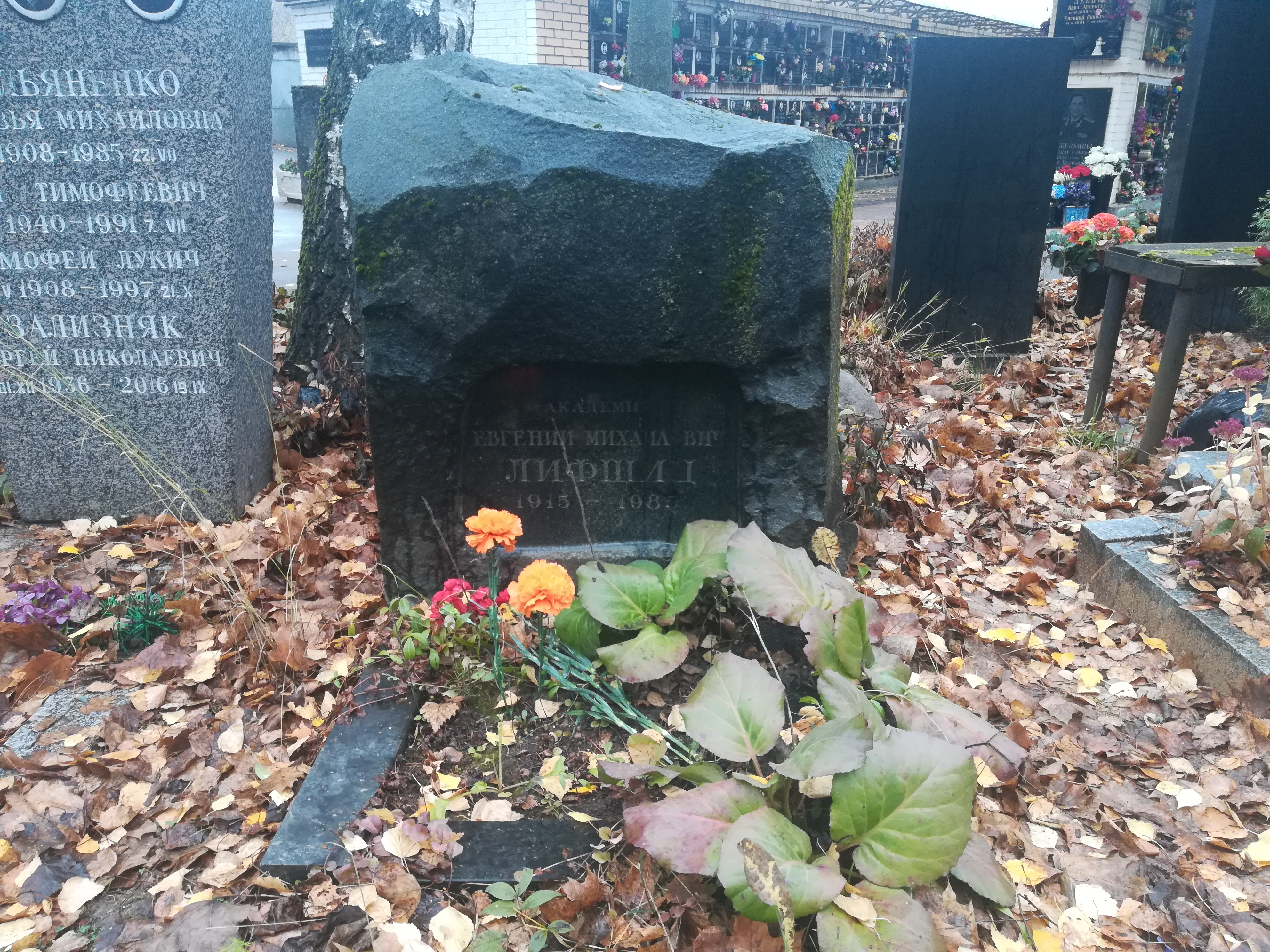
Могила Е. Лифшица

Умер в Москве 29 октября 1985 года во время операции шунтирования коронарных сосудов сердца по поводу ишемической болезни сердца (просвет сосудов был сужен на 95 %). Оперировал проф. В. С. Работников. Во время операции была несколько раз остановка сердца, восстановить его деятельность не удалось.
Похоронен на Кунцевском кладбище в Москве.

## Основные даты
- Выпускник Харьковского политеха (1934)
- Кандидат физико-математических наук (1934, УФТИ)
- Доктор физико-математических наук (1939, ЛГУ)
- С 1939 года работал в Институте физических проблем АН СССР, Москва (в годы Великой Отечественной войны работал со всеми сотрудниками ИФП в г. Казани)
- В 1947—1950 годах работал на кафедре теоретической физики ФТФ МГУ
- Сталинская премия второй степени (31 декабря 1953) — за расчетно-теоретические работы по изделию РДС-6с и РДС-5
- Лауреат академической премии М. В. Ломоносова (1958)
- Член-корреспондент Академии наук СССР c 01.07.1966 — Отделение общей и прикладной физики (экспериментальная и теоретическая физика)
- Премия имени Л. Д. Ландау АН СССР (1974)
- Академик Академии наук СССР c 15.03.1979 — Отделение общей физики и астрономии (физика, астрономия)
- Иностранный член Лондонского королевского общества (1982)

## Критика
Современные историки курса не сложили единого мнения о том, являлся ли Е. М. Лифшиц именно соавтором Л. Д. Ландау при написании «Курса теоретической физики», или он был просто секретарём при великом Ландау — этой точки зрения придерживалась Кора Дробанцева, жена Ландау, в книге «Академик Ландау. Как мы жили».
Написание и переиздание томов «Курса…» было продолжено и после смерти Ландау в 1968 году, уже без его участия. До последних дней жизни Е. М. Лифшиц продолжал работать над редактированием и переизданием этого главного труда своей жизни.